# Bluewater (Ontario)
Bluewater – miejscowość (ang. town) w Kanadzie, w prowincji Ontario, w hrabstwie Huron.
Powierzchnia Bluewater to 416,99 km².
Według danych spisu powszechnego z roku 2001 Bluewater liczy 6919 mieszkańców (16,59 os./km²).